# Абегг, Рихард
Рихард Вильгельм Генрих Абегг (нем. Richard Wilhelm Heinrich Abegg; 9 января 1869[…], Данциг, провинция Пруссия — 3 апреля 1910[…], Кошалин, Западно-Поморское воеводство) — немецкий химик, основоположник электронных представлений о валентности.

## Биография
Рихард Абегг был сыном Вильгельма Абегга и Маргарет Фриденталь. Его брат Вильгельм служил государственным секретарём в Пруссии. Его дед был ученым-юристом в Кенигсбергском и Бреславльском университетах.
После окончания средней школы Рихард изучал органическую химию в Кильском, Тюбингенском и Берлинском университетах. В 1891 году он защитил докторскую диссертацию, выполненную под руководством А. В. Гофмана, и через год после получения степени обратился к физической химии.
Во время обучения Абегг служил в армии. В 1891 году он стал офицером Немецкого резерва, в 1900 ― оберлейтенантом резервного 9-го гусарского полка. В том же году он совершил свой первый полёт на воздушном шаре в военных целях. Полёты на шаре стали излюбленным времяпрепровождением Абегга и его жены, и позже он сделал много научных наблюдений в этих путешествиях.
Рихард работал ассистентом у В. Оствальда в Лейпциге и С. Аррениуса в Стокгольме. В 1894 году Абегг по рекомендации Лантольда стал ассистентом В. Нернста, одного из основоположников физической химии и в то время профессора физической химии. Пять лет спустя Абегг стал приват-доцентом во Вроцлавском технологическом университете в Польше, а потом ― профессором. Клара, первая жена Фрица Габера, училась и выпустилась под его руководством. В 1899 г. приглашается заведовать физико-химическим отделением Химического Института в Бреславле. В 1900 г. отклоняет предложение в Христианию (Осло, Норвегия) на место Петера Вааге. В 1901 г. — экстраординарный профессор, в 1909 г. — ординарный профессор физической химии по вновь в основанной в Бреславле высшей технической школе, до окончания постройки которой он не дожил. В 1910 г. должен был назначен там же ординарным профессором.

## Научные исследования
Основные научные исследования в области физической и неорганической химии. Исследовал диффузию в растворах солей и электропроводность расплавов. В 1899 году совместно с Г. Бодлендером он сформулировал концепцию сродства атомов к электрону — первые представления о связи между атомами, учитывающие сложное строение атома. На основе принципа электросродства в 1902—1904 гг. разработал теорию электровалентности. Согласно этой теории, валентностью обладают ионы и её величина равна заряду иона. Каждый элемент характеризуется двумя максимальными валентностями — положительной и отрицательной; одна из них, более характерная для данного элемента, — «нормальная», другая — «контрвалентность». Сформулировал правило, согласно которому сумма положительной и отрицательной валентностей атома равна восьми (правило Абегга). Теория электровалентности Абегга заложила основу для более поздних электронных теорий химической связи.
С 1900 года состоял членом Леопольдины.
С 1901 года редактировал журнал Zeitschrift für Elektrochemie. Совместно с Ф. Ауэрбахом издавал многотомный справочник «Руководство по неорганической химии» (Handbuch der Anorganischen Chemie).

## Личная жизнь
Абегг увлекался фотографией и полётами на воздушном шаре. Он был основателем и председателем Силезского клуба воздухоплавания во Вроцлаве, кроме того занимался консультированием в президиуме Ассоциации немецких воздухоплавателей.
В 1895 году он женился на Лин Симон, которая также стала ярым поклонником воздухоплавания.
Он был любителем воздушных шаров, что стало причиной его смерти в возрасте 41 года, когда он разбился на воздушном шаре в Шлейсене.

## Сочинения
- Диссертация «Хризен и его производные», 1891.
- Путевые заметки в издании «Путешествия по Индии».
- Публикации в «Химическом Практикуме», 1900.
- Руководство для расчёта объёмного анализа. Бреслау, 1900.
- Теория электрической диссоциации, 1903.
- Публикации в «Физико-химические расчётные задачи», 1907.
- Справочник по неорганической химии. Гирцель, Лейпциг, 1905—1909.
- Исследования температуры замерзания концентрированных растворов.

На русском языке были изданы:
- Практические занятия по химии: Работы по аналит. химии и приготовлению препаратов, основ. на законах физ. химии д-ра Р. Абегга, проф. и д-ра Герца, ассист. / Пер. под ред. В. А. Ковалевского, ассист. по каф. пробир. искусства Горн. Института Имп. Екатерины II. — СПб.: тип. М. М. Стасюлевича, 1901. — XV, 113 с.
- Примеры численных задач по физической химии с решениями / Проф. Р. Абегг, О. Саккур Пер. с нем. М. Кучерова. — Л.: Науч. хим.-техн. изд-во: Научно-технич. отдел ВСНХ, 1924. — 75 с.